# پویگپلات
پویگپلات (به اسپانیایی: Puigpelat) یک شهرستان در اسپانیا است که در استان تاراگونا واقع شده‌است.